# Franz Halder

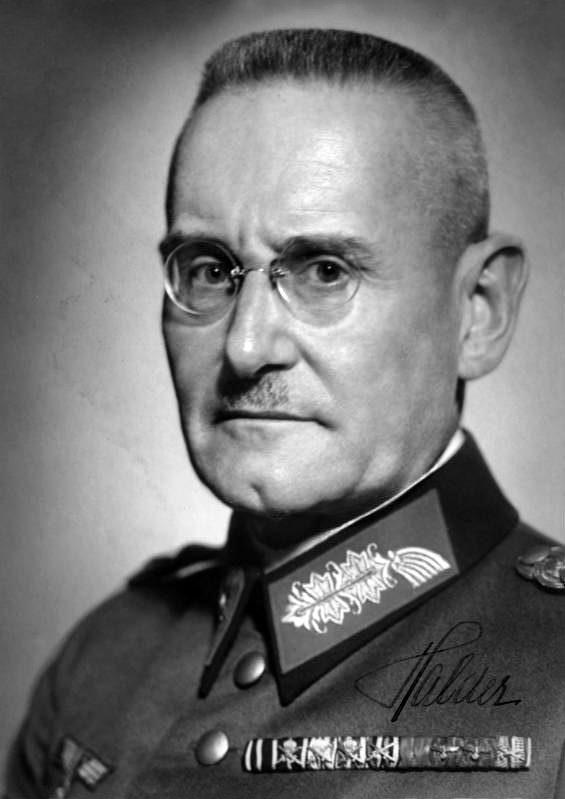
Franz Halder (1938)

Franz Halder (* 30. Juni 1884 in Würzburg; † 2. April 1972 in Aschau im Chiemgau) war ein deutscher Heeresoffizier (ab 1940 Generaloberst) und als Nachfolger von Ludwig Beck von September 1938 bis September 1942 Chef des Generalstabes des Heeres. Versuchen, ihn im Herbst 1938 und 1939 für den Widerstand gegen den Nationalsozialismus zu gewinnen, für einen Staatsstreich initiativ zu werden, erteilte er beide Male eine Absage und war nicht bereit, entsprechende Pläne zu unterstützen. Bis zu seiner Absetzung als Generalstabschef im September 1942 war Halder an allen militärischen Planungen maßgeblich beteiligt, insbesondere auch zum Unternehmen Barbarossa 1941. Nach dem Krieg hatte er als langjähriger Leiter der deutschen Abteilung der kriegsgeschichtlichen Forschungsgruppe der United States Army, der Operational History (German) Section der Historical Division, und dank seines Expertenstatus für die Militärgeschichtsschreibung entscheidenden Einfluss auf eine revisionistisch geprägte deutsche Geschichtsschreibung zum Zweiten Weltkrieg.

## Leben

### Familie
Franz Halder entstammte einer Familie, die seit über 300 Jahren mit dem bayerischen Militär verbunden war. Er war der Sohn des späteren bayerischen Generalmajors Maximilian Halder und dessen Ehefrau Mathilde, geborene Steinheil.
1907 heiratete Halder Gertrud Erl, die ebenfalls aus einer Militärfamilie stammte. Aus der Ehe gingen drei Töchter hervor. Halder war der Schwiegervater des späteren Generalleutnants der Bundeswehr Cord von Hobe.

### Königreich Bayern
Nach dem Abitur an einem Humanistischen Gymnasium trat er am 14. Juli 1902 als Fähnrich in das 3. Feldartillerie-Regiment „Königin Mutter“ in Amberg ein. Dieses Regiment unterstand dem Kommando seines Vaters. Im Jahre 1904 wurde er mit besonderer Belobigung zum Leutnant ernannt. Im Anschluss kamen verschiedene Kommandierungen zur Kriegsschule sowie an die Artillerie- und Ingenieurschule. Von 1911 bis 1914 absolvierte Halder die Kriegsakademie, die er als Jahrgangsbester abschloss und die ihm die Qualifikation für den Generalstab und das Lehrfach aussprach.
Zu Beginn des Ersten Weltkriegs war Halder Ordonnanzoffizier beim Generalkommando des III. Armee-Korps während der Kämpfe in Lothringen und später an der Westfront in Frankreich. Am 6. Januar 1915 wurde er zum Zweiten Generalstabsoffizier der 6. Infanterie-Division ernannt und in dieser Stellung am 9. August 1915 zum Hauptmann befördert. 1916 folgte seine Kommandierung zum Armeeoberkommando 2 sowie die Versetzung in den Stab der 5. Infanterie-Division. Halder stand dann 1917 kurzzeitig zur Verfügung des Befehlshabers Ober Ost an der Ostfront und wurde anschließend bis Kriegsende bei der Heeresgruppe „Kronprinz Rupprecht“ eingesetzt.
Für seine Leistungen während des Krieges wurde Halder mit beiden Klassen des Eisernen Kreuzes, dem Ritterkreuz des Königlichen Hausordens von Hohenzollern mit Schwertern, dem Bayerischen Militärverdienstorden IV. Klasse mit Schwertern, dem Ritterkreuz I. Klasse des Albrechts-Ordens mit Schwertern sowie dem Österreichischen Militärverdienstkreuz III. Klasse mit Kriegsdekoration ausgezeichnet.

### Weimarer Republik
Nach dem Ende des Ersten Weltkrieges war Halder 1919 Adjutant der Zentralstelle des Generalstabs in München. Nach dessen Auflösung wurde er in die Vorläufige Reichswehr übernommen und als Referent für Taktik in das Reichswehrministerium versetzt. Nach der Bildung der Reichswehr folgte 1923 seine Versetzung nach Landsberg am Lech in das 7. (Bayerisches) Artillerie-Regiment. Hier wurde Halder mit Rangdienstalter vom 1. April 1923 zum Major befördert. 1925 folgte dann seine Versetzung zum Stab der 7. (Bayerische) Division und 1929 die Beförderung zum Oberstleutnant. 1931 stieg Halder schließlich als Chef des Stabes der 6. Division zum Oberst auf.

### Zeit des Nationalsozialismus

#### Vorkriegszeit
Der Machtübergabe an die Nationalsozialisten Anfang 1933 stand Halder distanziert gegenüber. Halders Ernennung zum Generalmajor erfolgte im März 1934, am 15. Oktober 1935 wurde er Kommandeur der 7. Infanterie-Division in München. Einen weiteren Karrieresprung machte Halder am 2. August 1936, als er zum Generalleutnant befördert wurde. Dem schloss sich seine Verwendung als Oberquartiermeister I und II an.
Bei einem von ihm maßgeblich organisierten Manöver lernte Halder Adolf Hitler persönlich kennen. Der gute Eindruck, den Hitler dabei von ihm gewann, war für seinen weiteren Aufstieg in der Wehrmacht von großem Nutzen. Im Februar 1938 wurde er zum General der Artillerie ernannt. Im September 1938 trat Generaloberst Ludwig Beck aus Protest gegen Hitlers Kriegspläne als Generalstabschef des Heeres zurück. Der Posten Becks wurde zum 1. September 1938 Halder übertragen. Halder und Beck gehörten einer Gruppe von Verschwörern an, die für den Fall einer militärischen Reaktion Großbritanniens auf die Sudetenkrise 1938 die Absetzung Hitlers geplant hatten. Dabei sahen Halders Planungen vor, dass der Oberbefehlshaber des Heeres Walther von Brauchitsch den Militärputsch anführen sollte. Dieser erklärte aber nie eindeutig seine Bereitschaft dazu. Das Münchner Abkommen mit den Zugeständnissen Chamberlains an Hitler entzog dem Kreis der Verschwörer, der hauptsächlich aus hochrangigen Militärs bestand, jede plausible Rechtfertigung für einen Putsch. „Was sollen wir noch tun? Es gelingt ihm ja alles“, soll Halder damals resigniert gesagt haben. Halder zog sich von Plänen zum Staatsstreich zurück, da er keine Erfolgsaussichten mehr sah, es sei mehr als zweifelhaft, ob im Falle eines Umsturzversuchs große Teile der Bevölkerung gegen Hitler mobilisiert werden könnten.

#### Zweiter Weltkrieg

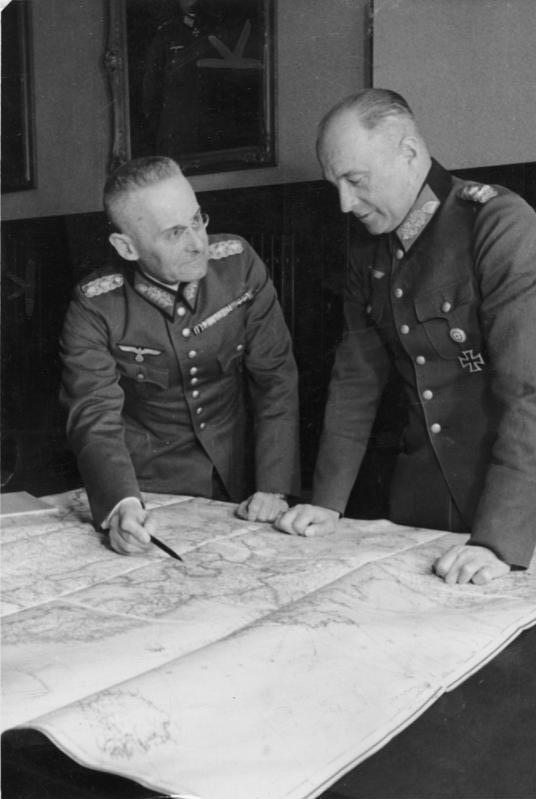
General der Artillerie Franz Halder (l.) als Chef des Generalstabes des Heeres mit dem Oberbefehlshaber des Heeres, Generaloberst Walther von Brauchitsch, während des Überfalls auf Polen, 1939

Halder war zu Beginn des Zweiten Weltkrieges an allen strategischen Planungen der Wehrmacht beteiligt. Hierzu gehörte der Überfall auf Polen, der Westfeldzug („Frankreichfeldzug“) und das Unternehmen Barbarossa (Krieg gegen die Sowjetunion 1941–1945). Für seinen Beitrag an den Vorbereitungen des Überfalls auf Polen erhielt Halder am 27. Oktober 1939 als einer der ersten deutschen Soldaten das Ritterkreuz des Eisernen Kreuzes.
Im Vorfeld des Westfeldzuges kam es im Winter 1939/1940 zu einer Verschwörung gegen Hitler, an der Halder beteiligt war. Auslöser war der Plan Hitlers, Frankreich bereits im November 1939 anzugreifen, ein Vorhaben, das die Spitzenmilitärs für kontraproduktiv hielten. Sobald Hitler den Angriffsbefehl geben würde, sollte ein Staatsstreich erfolgen. Wie genau, blieb jedoch ebenso unklar wie die Rolle Halders. Der Historiker Christian Hartmann sieht in dem Lavieren Halders den Versuch, sich wie schon im September 1938 einen Putsch als „ultima ratio“ offenzuhalten. Im November 1939 erteilte Halder, so sein Biograf Hartmann, seine nach dem September 1938 „zweite Absage an die Opposition“. In der Folge entzog sich Halder allen parallel zur mehrmaligen Verschiebung des Angriffsbefehls erfolgten Versuchen der Opposition, ihn für eine Staatsstreichaktion zu gewinnen, zuletzt in einem Gespräch mit seinem Vorgänger als Generalstabschef Ludwig Beck am 16. Januar 1940, als er äußerte, er lasse sich nicht als „Handlanger“ für eine Variante des „Kapp-Putsches“ einspannen. Nach dem Abschluss des Westfeldzuges (Juni 1940) wurde Halder zum Generaloberst befördert.
Wie aus Halders Kriegstagebuch hervorgeht, betonte er am 25. Juni 1940 einen „neuen Gesichtspunkt: Schlagkraft im Osten“, den der Generalstab des Heeres billigte. Am 3. Juli beauftragte er seinen Mitarbeiterstab, zu prüfen, „wie ein militärischer Schlag gegen Russland zu führen ist, um ihm die Anerkennung der beherrschenden Rolle Deutschlands in Europa abzunötigen“. Unter dem Stichwort „Otto“ wurde ab 25. Juli 1940 der „Ausbau des Eisenbahn- und Straßennetzes im Osten“ betrieben. Am 21. Juli verlangte Hitler vom OKH, dass es das „russische Problem in Angriff nehmen“ und dafür „gedankliche Vorbereitungen treffen“ solle. Nach dem von Halder initiierten Plan sollte davon ausgegangen werden, die Rote Armee in vier bis sechs Wochen mit 80 bis 100 Divisionen in einem Blitzkrieg zu schlagen und Russlands Angriffsfähigkeit zu zerstören mit dem Ziel, die Ukraine, das Baltikum und Finnland unter deutsche Kontrolle zu bringen. Am 5. Dezember 1940 trug Halder Hitler vor, was die inzwischen erfolgten weiteren und von Friedrich Paulus koordinierten Planungen ergeben hatten. Anschließend notierte er in sein Kriegstagebuch: „Otto“: Vorbereitungen entsprechend den Grundlagen unserer Planung voll in Gang setzen. Am 18. Dezember 1940 wurde daraus der von Hitler unterzeichnete „Fall Barbarossa“. Nach der Hitler-Rede vor etwa 200–250 Heerführern in der Reichskanzlei am 30. März 1941 notierte Halder folgendes:

„Rußlands Rolle und Möglichkeiten. Begründung der Notwendigkeit, die russische Lage zu bereinigen. Nur so werden wir in der Lage sein, in zwei Jahren materiell und personell unsere Aufgaben in der Luft und auf den Weltmeeren zu meistern, wenn wir die Landfragen endgültig und gründlich lösen. Unsere Aufgaben gegenüber Rußland: Wehrmacht zerschlagen. Staat auflösen. […] Frage des russischen Ausweichens. Nicht wahrscheinlich, da Bindung an Ostsee und Ukraine. Wenn der Russe sich absetzen sollte, müßte er es sehr frühzeitig tun, sonst kommt er nicht mehr in Ordnung weg. Nach Lösung der Aufgaben im Osten werden 50–60 Divisionen (Panzer) genügen. Ein Teil der Landmacht wird entlassen werden können für Rüstungsarbeiten für Luftwaffe und Marine, ein Teil wird für andere Aufgaben benötigt sein, z. B. Spanien. Koloniale Aufgaben! Kampf zweier Weltanschauungen gegeneinander. Vernichtendes Urteil über Bolschewismus, ist gleich asoziales Verbrechertum. Kommunismus ungeheure Gefahr für die Zukunft. Wir müssen von dem Standpunkt des soldatischen Kameradentums abrücken. Der Kommunist ist vorher kein Kamerad und nachher kein Kamerad. Es handelt sich um einen Vernichtungskampf. Wenn wir es nicht so auffassen, dann werden wir zwar den Feind schlagen, aber in 30 Jahren wird uns wieder der kommunistische Feind gegenüberstehen. Wir führen nicht Krieg, um den Feind zu konservieren. Künftiges Staatenbild: Nordrußland gehört zu Finnland. Protektorate Ostseeländer, Ukraine, Weißrußland. Kampf gegen Rußland: Vernichtung der bolschewistischen Kommissare und der kommunistischen Intelligenz. Die neuen Staaten müssen sozialistische Staaten sein, aber ohne eigene Intelligenz. Es muß verhindert werden, daß eine neue Intelligenz sich bildet. Hier genügt eine primitive sozialistische Intelligenz. Der Kampf muß geführt werden gegen das Gift der Zersetzung. Das ist keine Frage der Kriegsgerichte. Die Führer der Truppe müssen wissen, worum es geht. Sie müssen in dem Kampf führen. Die Truppe muß sich mit den Mitteln verteidigen, mit denen sie angegriffen wird. Kommissare und GPU-Leute sind Verbrecher und müssen als solche behandelt werden. Deshalb braucht die Truppe nicht aus der Hand der Führer zu kommen. Der Führer muß seine Anordnungen im Einklang mit dem Empfinden der Truppe treffen. Der Kampf wird sich sehr unterscheiden vom Kampf im Westen. Im Osten ist Härte mild für die Zukunft. Die Führer müssen von sich das Opfer verlangen, ihre Bedenken zu überwinden.“

An der Formulierung des „Kommissarbefehls“, der dem Überfall auf Russland vorausging, war Halder dann in „maßgeblicher Verantwortung“ beteiligt.
Nach Forschungsergebnissen von Oberst Gerhard P. Groß, Historiker am Militärgeschichtlichen Forschungsamt der Bundeswehr, vernachlässigte Halder bei seinen operativen Planungen logistische Fragen, etwa wie das zu erwartende Nachschubproblem gelöst werden könne. „Selten hat ein deutscher Generalstabschef die Lage derart eklatant falsch beurteilt wie Halder“, so Groß, als Halder sich am 3. Juli 1941 in seinem Kriegstagebuch zu der Aussage verstieg, „es ist wohl nicht zu viel gesagt, wenn ich behaupte, dass der Feldzug gegen Russland innerhalb 14 Tagen gewonnen wurde“.
Bezüglich des Verlaufs der deutschen Sommeroffensive 1942 warf Halder Hitler vor, durch die Teilung der Heeresgruppe Süd in die Heeresgruppen A und B, um die operativen Ziele nun zeitgleich und nicht nachfolgend in Angriff zu nehmen, die eigenen Kräfte zu zersplittern und so zu überstrapazieren. Dies wird heute allgemein als wesentliche Ursache für den Untergang der 6. Armee in Stalingrad angesehen. Aufgrund dieser Auseinandersetzung wurde er am 24. September 1942 als Generalstabschef abgesetzt und zog sich als Pensionär nach Berlin und nach Aschau im Chiemgau zurück. Halders Funktionen wurden von Kurt Zeitzler übernommen.
Als Folge des gescheiterten Attentates auf Hitler vom 20. Juli 1944 durch Oberst Claus Schenk Graf von Stauffenberg nahm das Regime umfangreiche Verhaftungen und Verhören vor. Dabei folterte die SS systematisch. Auf diese Weise wurden die Namen des Verschwörerzirkels von 1938 ermittelt. Daraufhin wurden Halder, seine Frau und seine älteste Tochter verhaftet und im Konzentrationslager Flossenbürg interniert. Am 31. Januar 1945 wurde Halder offiziell aus der Wehrmacht entlassen. Während seiner Haft wurde er kurz vor Kriegsende in das KZ Dachau verlegt und von dort aus mit anderen sogenannten Sonderhäftlingen, darunter Mitgliedern der Familien Stauffenberg und Goerdeler, von der SS nach Südtirol verschleppt. Halder und seine Ehefrau Gertrud wurden dort am 4. Mai 1945 durch Wehrmachtssoldaten unter der Führung von Hauptmann Wichard von Alvensleben befreit (siehe Befreiung der SS-Geiseln in Südtirol). Er verbrachte einige Zeit in US-amerikanischer Kriegsgefangenschaft in Italien und wurde im Sommer 1945 entlassen.

### Nachkriegszeit

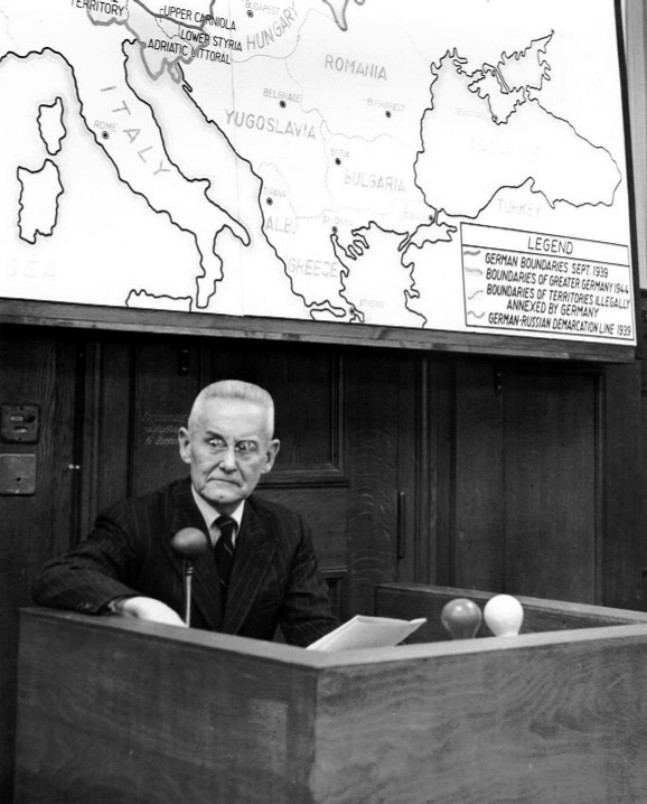
Franz Halder in Nürnberg

Halder verfasste 1945 mit vier weiteren hochrangigen Generälen die Denkschrift der Generäle mit dem offiziellen Titel Das Deutsche Heer von 1920–1945 für den Nürnberger Prozess gegen die Hauptkriegsverbrecher. Darin wurde die Rolle von Oberkommando der Wehrmacht und Oberkommando des Heeres im Zweiten Weltkrieg verharmlost und beschönigt. Die Schutzbehauptungen der Denkschrift bildeten den Grundgedanken für die spätere Verteidigung führender Wehrmachtsoffiziere in Kriegsverbrecherprozessen und bestimmten, trotz stichhaltiger und umfangreicher Gegenbeweise, das Bild der sauberen Wehrmacht in der Öffentlichkeit.
Im Nürnberger Prozess gegen das Oberkommando der Wehrmacht wurde Halder als Zeuge der Anklage vernommen.
Von 1946 bis 1961 arbeitete Halder als Leiter der deutschen Abteilung der kriegsgeschichtlichen Forschungsgruppe der United States Army, der Operational History (German) Section der Historical Division, in Königstein im Taunus sowie in Karlsruhe. Hier hatte er bedeutenden Einfluss auf die Kriegsgeschichtsschreibung des Zweiten Weltkrieges. Diese wurde 1995 vom Militärhistoriker Bernd Wegner sehr kritisch beurteilt, denn nach den Vorgaben Halders sei der Krieg entweder als Verhängnis oder gar als notwendiger Präventivschlag, auf jeden Fall aber „als das Werk einer dämonischen, im Grunde ahistorischen Ausnahmepersönlichkeit – eben als ‚Krieg Hitlers‘ – interpretiert“ worden. Die Verantwortung für Krieg, Verbrechen und Niederlage schrieb man Hitler und seinem engsten Kreis zu und es sollte, wie Halder 1953 formulierte, „der übermenschlichen Leistung des deutschen Soldaten im letzten Weltkrieg ein Denkmal“ gesetzt werden. Das OKH wurde zu einem Opfer stilisiert, das von Hitler und dem Oberkommando der Wehrmacht systematisch entmachtet worden sei. Mit der Viktimisierung und Mystifizierung des Generalstabes und der Leistungen der Wehrmacht sollte nicht nur der ehemalige Kriegsgegner beeinflusst werden, sondern auch der Aufbau und die Tradierung der entstehenden deutschen Nachkriegsstreitkräfte mitgestaltet werden. Im engsten deutschen Kreis der Historical Division sprach er – in Analogie zum als Truppenamt getarnten Generalstab der Reichswehr – vom „Schwarzen Generalstab nach 1945“. Über Jahre stritt er sich mit Hans Meier-Welcker vom Amt Blank (der Vorgängerorganisation des Bundesverteidigungsministeriums) um den Aufbewahrungsort und die Auswertung der Studien. Durch seinen privilegierten Zugang zu Dokumenten und abgeschlossenen Studien und seine einflussreiche Position im Netzwerk der ehemaligen Offizierselite wurde er zu einer Schlüsselfigur für alle Historiker, die sich mit dem NS-Regime und der Wehrmacht beschäftigten. Seine Unterstützung fanden nur diejenigen, die seiner geschichtspolitischen Linie entsprachen. Halder nutzte diese vielfältigen Einflussmöglichkeiten als „wichtiger Architekt“ der Legende von der „sauberen Wehrmacht“.
Im Zusammenhang mit seiner leitenden Tätigkeit in der Operational History (German) Section der Historical Division erfolgte auch die Entnazifizierung Halders. Das Verfahren sollte ursprünglich an einer Sonderspruchkammer für bei der Historical Division beschäftigte deutsche Offiziere, die in Neustadt (Hessen) eingerichtet war, stattfinden. Da diese aber schon im Mai 1948 aufgelöst wurde, wurde Halder nun nach München an die Spruchkammer X überwiesen. Die Kammer stufte Halder am 26. Oktober 1948 als „nicht belastet“ ein. Der bayerische Generalkläger legte nach Auswertung von Halders Kriegstagebüchern Berufung gegen das Urteil ein, da er zu dem Schluss gekommen war, dass Halder am Zustandekommen der verbrecherischen Befehle der Wehrmacht, insbesondere dem Kriegsgerichtsbarkeitserlass und dem Kommissarbefehl, beteiligt gewesen war. Das erstinstanzliche Entlastungsurteil wurde aufgehoben. Die Versuche, Halder vor eine Berufungskammer zu laden, scheiterten jedoch wiederholt, da die Historical Division Halder jeweils als wegen seiner kriegsgeschichtlichen Arbeit unabkömmlich zurückhielt. Schließlich entschied das bayerische Befreiungsministerium am 6. September 1950, die Berufung zurückzuziehen, womit Halder gemäß dem Spruch vom Oktober 1948 als „nicht belastet“ galt.
Als Franz Halder 1953 von dem zum „Kommissarbefehl“ und dem Komplex der verbrecherischen Befehle forschenden Historiker Heinrich Uhlig nach seiner Einschätzung der Bedeutung dieser Befehle für die Geschichtsschreibung gefragt wurde, antwortete Halder, man wäre gut beraten, nicht zu sehr auf alle „unschönen Einzelheiten“ abzuheben: „Ich glaube man fährt besser, wenn man die Hitler’sche Zumutung inhaltlich wiedergibt und die Bemühungen zur Ablehnung und die Versuche zur Sabotage der Hitlerbefehle hervorhebt.“
Die von Halder betriebene Gründung des Arbeitskreises für Wehrforschung (AfW) 1954, über den später auch seine drei Bände „Tägliche Aufzeichnungen des Chefs des Generalstabes des Heeres 1939–1942“ herausgegeben wurden, erfolgte auf dem Hintergrund der militärischen Geschichtsschreibung in der Historical Division und bedeutete deren Transfer in den zivilen Forschungs- und Publikationsbereich. Der von Halder für den AfW gewonnene Autorenkreis ehemaliger Wehrmachtsoffiziere hatte durch seine Tätigkeit für die kriegsgeschichtliche Abteilung der US-Armee einen exklusiven Zugang zu den von den Amerikanern beschlagnahmten Militärakten der Wehrmacht, der zivilen Historikern erst ab Ende der 1950er Jahre schrittweise ermöglicht wurde. Dieser exklusive Zugang zu den Akten verschaffte Halder und seinem Autorenkreis Vorteile im Bemühen, eigene Deutungen zum Handeln der Wehrmacht im Krieg durchzusetzen. Der Militärhistoriker und Halder-Biograf Gerd R. Ueberschär sieht Halder in der Funktion „des Doyens der deutschen Kriegsgeschichtsschreibung über den Zweiten Weltkrieg“. So groß sei Halders Einfluss auf Militärschriftsteller, Memoirenschreiber, Redakteure wehr- und militärwissenschaftlicher Fachzeitschriften sowie Verlage des militärischen Genres gewesen, die ihm in der Regel ihre wichtigen Publikationsprojekte zur Begutachtung vorlegten.
Für seine langjährige Mitarbeit in der deutschen Abteilung des kriegsgeschichtlichen Forschungsamtes erhielt er 1961 die zweithöchste zivile Auszeichnung der US-Armee überhaupt und die höchste für ausländische Zivilangestellte, den Meritorious Civilian Service Award.

## Schriften
- Hitler als Feldherr. Münchener Dom-Verlag, München 1949.
- Kriegstagebuch. Tägliche Aufzeichnungen des Chefs des Generalstabes des Heeres 1939–1942. Hrsg. vom Arbeitskreis für Wehrforschung, bearbeitet von Hans-Adolf Jacobsen. 3 Bände. Kohlhammer, Stuttgart 1962–1964.
  - Band 1: Vom Polenfeldzug bis zum Ende der Westoffensive. 14. August 1939–30. Juni 1940. 1962.
  - Band 2: Von der geplanten Landung in England bis zum Beginn des Ostfeldzuges. 1. Juli 1940–21. Juni 1941. 1963.
  - Band 3: Der Rußlandfeldzug bis zum Marsch auf Stalingrad. 22. Juni 1941–24. September 1942. 1964.